# Red Bull RB18
La Red Bull RB18 è una monoposto di Formula 1 realizzata della scuderia Red Bull Racing per prendere parte al campionato mondiale di Formula 1 2022. Con 17 vittorie su 22 gare, 8 pole, 8 giri veloci, 5 doppiette, 27 podi e 759 punti (punteggio che la classifica al 3 posto per punti conquistati dietro alla Red Bull RB19 e la Mercedes W07) è una delle vetture più vincenti della storia della Formula 1.

## Livrea
La livrea della RB18 rimane la caratteristica livrea della Red Bull in uso dalla RB12 del 2016, nonostante presenti alcune differenze rispetto alle sue antenate. In particolare, rispetto alla precedente RB16B, le principali differenze sono lo spostamento del logo della Oracle – divenuta per il 2022 title sponsor della Red Bull Racing – dai lati della cellula di sopravvivenza alle pance al posto della scritta «Red Bull», la quale viene spostata più indietro sul cofano motore e la scomparsa dei loghi dell'ex motorista Honda in seguito al suo abbandono del circus e all'ottenimento della proprietà intellettuale delle power unit nipponiche da parte della neonata Red Bull Powertrains . Al loro posto compaiono quelli della sua suddivisione sportiva Honda Racing Corporation sul cofano motore in quanto, sebbene il motorista giapponese non sia più ufficialmente in Formula 1, continuerà comunque a occuparsi dell'assemblaggio dei motori a Sakura fino al 2025, e dietro l’ala posteriore il logo di Oracle. Inoltre, sempre al posto dei loghi della Honda sull’ala posteriore, anteriormente, dalla prima sessione di test, appare il logo dell'exchange di criptovalute ByBit, i quali loghi sono posti anche sull’ala anteriore.
Nel corso della stagione, l’ala posteriore viene verniciata di nero, lasciando alcune parti come il profilo principale e l’interno degli endplate senza vernice, con carbonio a vista, per risparmiare peso.
Dal Gran Premio del Giappone appaiono nuovamente il loghi della Honda sul cofano motore, al posto di quelli della HRC, comunque mantenuti ma spostati sul muso della vettura.

## Caratteristiche
La vettura è stata presentata l'8 febbraio 2022, inizialmente con la livrea ufficiale applicata su una show car, per poi debuttare in veste definitiva il 23 febbraio 2022 durante i test prestagionali sul circuito di Montmeló (Catalogna).
Con la RB18 si interrompe la classica nomenclatura utilizzata dalla Red Bull per le vetture di Formula 1, avendo saltato la sigla "RB17". La vettura del 2021 era stata infatti chiamata "RB16B" poiché utilizza lo stesso telaio della RB16. Per la vettura del 2022, la sigla "RB17" è rimasta inusata in favore di "RB18" per rispecchiare il numero di stagioni in Formula 1 della Red Bull Racing. Questa sigla verrà poi ripresa per denominare la prima hypercar della casa austriaca.

## Carriera agonistica

### Stagione

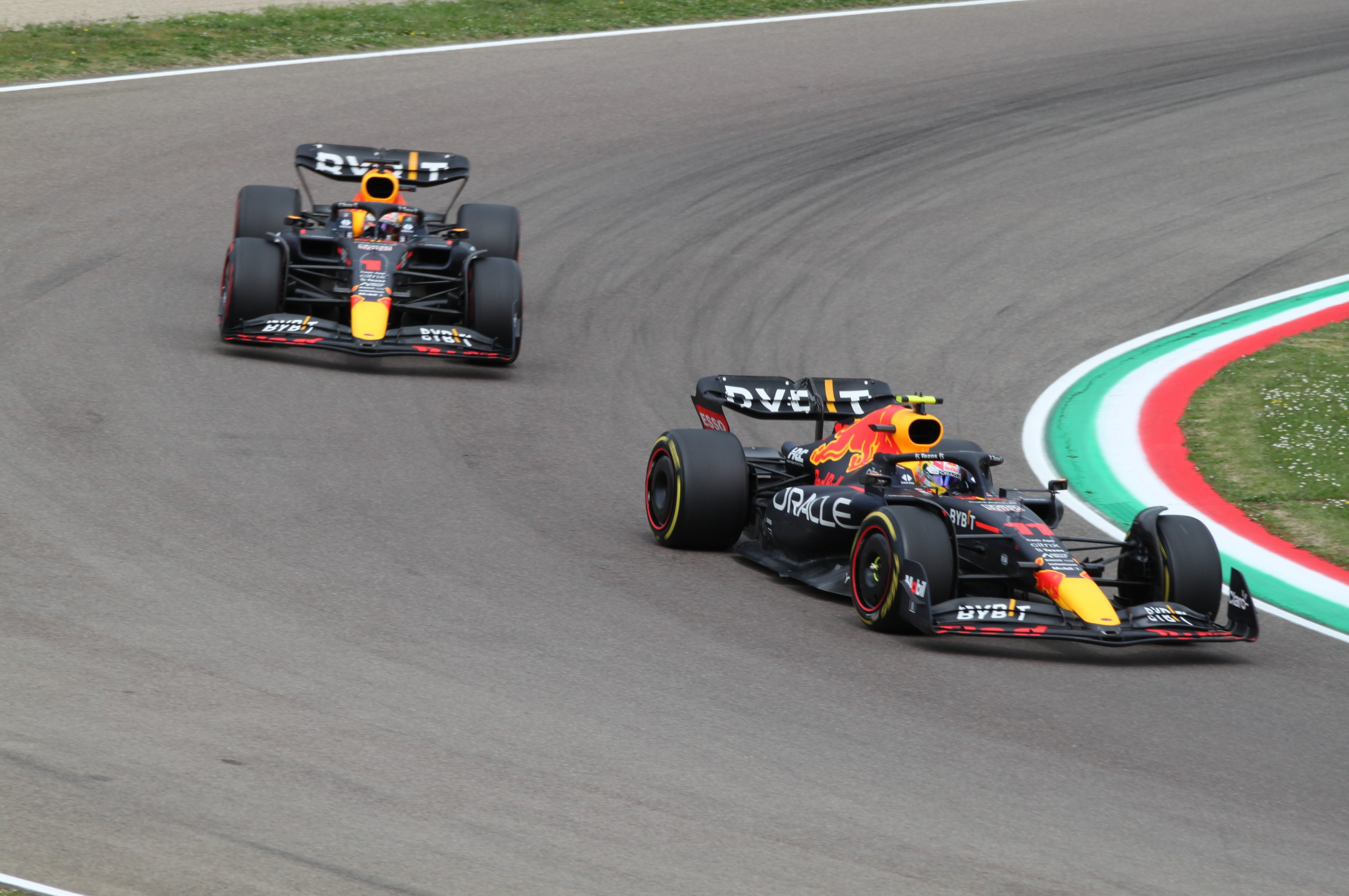
Le RB18 di Pérez e Verstappen al Gran Premio dell'Emilia-Romagna 2022, dove Red Bull conseguì la prima delle sue cinque doppiette stagionali.

La scuderia conferma per il secondo anno consecutivo la line-up piloti formata da Max Verstappen e Sergio Pérez.
La vettura si dimostra subito molto veloce e in grado di competere per la vittoria. Nei primi appuntamenti stagionali si verificano alcuni problemi di affidabilità, che provocano il ritiro dei piloti, ma successivamente, a partire dal Gran Premio dell'Emilia-Romagna, la scuderia inizia una serie di vittorie consecutive, ottenute sia da Verstappen che da Pérez. La scuderia da questa gara in poi conferma un dominio schiacciante sulle vetture avversarie, vincendo tutte le gare successive tranne due, il Gran Premio di Gran Bretagna vinto da Carlos Sainz e Gran Premio del Brasile vinto da George Russell. Al termine della stagione il bilancio è molto positivo con il team anglo-austriaco che si aggiudica il quinto campionato costruttori della propria storia, e Max Verstappen che si conferma campione del mondo per il secondo anno consecutivo, con l'olandese che segna il nuovo record assoluto di vittorie in una stagione (15, superando i primati di Schumacher nel 2004 e di Vettel nel 2013 di 13 vittorie conseguite). 
Le statistiche alla fine della stagione recitano un dominio netto sugli avversari nella stagione totalizzando 17 vittorie su 22 gare, 8 pole, 8 giri veloci, 5 doppiette, 27 podi e 759 punti (punteggio che la classifica al 3 posto per punti conquistati dietro alla Red Bull RB19 e la Mercedes F1 W07 Hybrid) consacrandola come una delle migliori vetture nella storia della Formula 1.

## Piloti
| Piloti ufficiali         | Piloti ufficiali | Piloti ufficiali |
| Nazione                  | Nome             | Numero           |
| ------------------------ | ---------------- | ---------------- |
| Paesi Bassi (bandiera)   | Max Verstappen   | 1                |
| Messico (bandiera)       | Sergio Pérez     | 11               |
| Piloti di riserva        |                  |                  |
| Nazione                  | Nome             | Nome             |
| Estonia (bandiera)       | Jüri Vips        | 36               |
| Nuova Zelanda (bandiera) | Liam Lawson      | 36               |

## Risultati in Formula 1
| Anno | Team            | Motore | Gomme | Piloti     |     |   |     |    |   |   |   |   |     |   |      |   |   |   |   |   |   |   |   |   |    |   | Punti | Pos. |
| ---- | --------------- | ------ | ----- | ---------- | --- | - | --- | -- | - | - | - | - | --- | - | ---- | - | - | - | - | - | - | - | - | - | -- | - | ----- | ---- |
| 2022 | Red Bull Racing | RBPT   | P     | Verstappen | 19* | 1 | Rit | 1  | 1 | 1 | 3 | 1 | 1   | 7 | 21   | 1 | 1 | 1 | 1 | 1 | 7 | 1 | 1 | 1 | 64 | 1 | 759   | 1º   |
| 2022 | Red Bull Racing | RBPT   | P     | Pérez      | 18* | 4 | 2   | 23 | 4 | 2 | 1 | 2 | Rit | 2 | Rit5 | 4 | 5 | 2 | 5 | 6 | 1 | 2 | 4 | 3 | 75 | 3 | 759   | 1º   |

| Legenda | 1º posto     | 2º posto | 3º posto    | A punti         | Senza punti/Non class.  | Grassetto – Pole position Corsivo – Giro più veloce Apice – Risultato Sprint (A punti) |
| Legenda | Squalificato | Ritirato | Non partito | Non qualificato | Solo prove/Terzo pilota | Grassetto – Pole position Corsivo – Giro più veloce Apice – Risultato Sprint (A punti) |

* – Indica il pilota ritirato ma ugualmente classificato avendo coperto, come previsto dal regolamento, almeno il 90% della distanza di gara.